# Pohlia filum
Pohlia filum là một loài Rêu trong họ Bryaceae. Loài này được (Schimp.) Martensson miêu tả khoa học đầu tiên năm 1956.